# Archibasis crucigera
Archibasis crucigera är en trollsländeart som beskrevs av Maurits Anne Lieftinck 1949. Archibasis crucigera ingår i släktet Archibasis och familjen dammflicksländor. IUCN kategoriserar arten globalt som livskraftig. Inga underarter finns listade i Catalogue of Life.